# Irma Grese
Irma Ida Ilse Grese (7 tháng 10 năm 1923 - ngày 13 tháng 12 năm 1945) là nữ nhân viên người Đức từng làm việc tại hai trại tập trung của Đức Quốc xã là Ravensbruck và Auschwitz, và cũng là một nữ cai ngục ở trại tập trung Bergen-Belsen . Cô là một thành viên tình nguyện của tổ chức SS.
Được xem là một trong những phụ nữ tàn bạo nhất trong lịch sử nhân loại, Grese đã bị đưa ra xét xử tại phiên tòa Belsen vì những tội ác chống lại loài người do thường xuyên ngược đãi, sát hại tù nhân trong các trại tập trung và đã bị kết án tử hình. Chết khi mới chỉ 22 tuổi, Grese là người phụ nữ trẻ nhất bị hành quyết đúng theo luật Anh trong thế kỷ 20. Cô được mệnh danh là "Quái vật của Belsen", "Quái vật xinh đẹp", "Thiên thần tóc vàng của Auschwitz" và "Linh cẩu của Auschwitz".

## Tiểu sử
Irma Grese là con thứ ba trong số năm đứa con của Alfred Grese (cha) và Berta Grese (mẹ). Cha cô là một công nhân chăn nuôi bò sữa và là một thành viên của Đảng Quốc xã từ năm 1937. Năm 1936, mẹ cô Berta Grese tự tử bằng thuốc độc sau khi phát hiện chồng mình ngoại tình với con gái của của ông chủ quán rượu địa phương.
Grese rời trường học vào năm 1938 khi mới chỉ 15 tuổi, do không có năng khiếu học tập, bị bắt nạt bởi các bạn cùng lớp, và một mối bận tâm cuồng tín với Liên đoàn các cô gái Đức (Bund Deutscher madel), một tổ chức phong trào nữ thanh niên của Đức Quốc xã, nhưng không được sự chấp thuận của cha cô. Trong số những công việc bình thường khác, cô đã làm việc như một trợ lý y tá trong viện điều dưỡng của SS trong 2 năm và đã cố gắng tìm học nghề y tá nhưng không thành công, sau đó làm việc trong một nhà máy sữa.
Trích dẫn dưới đây là bằng chứng về cuộc sống ban đầu của Irma Grese được kiểm tra trực tiếp về gia cảnh:

"Tôi sinh ra vào ngày 7 tháng 10 năm 1923. Năm 1938, tôi rời trường tiểu học và làm việc trong sáu tháng tại một trang trại nông nghiệp, sau đó tôi đã làm việc trong một cửa hàng ở Luchen trong sáu tháng tiếp theo. Khi tôi 15 tuổi tôi đã tới một bệnh viện ở Hohenluchen, nơi mà tôi đã ở đó trong hai năm. Tôi cố gắng để trở thành một y tá nhưng Sở Giao dịch Lao động đã không cho phép điều đó và đưa tôi đến làm việc trong một nhà máy sữa ở Fürstenburg. Vào tháng 7 năm 1942, tôi đã cố gắng một lần nữa để trở thành một y tá, nhưng Sở Giao dịch lao động gửi tôi đến Trại tập trung Ravensbruck, mặc dù tôi đã phản đối điều này. Tôi ở đó cho đến tháng 3 năm 1943, khi tôi đến trại Birkenau ở Auschwitz. Tôi vẫn ở Auschwitz cho đến tháng 1 năm 1945."

Grese nhanh chóng được thăng chức lên một vị trí bảo vệ tại trại tập trung Auschwitz-Birkenau. Năm 1942, cô trở thành Aufseherin (bảo vệ hoặc giám thị) tại Ravensbrück. Hoàn thành khóa đào tạo của mình vào tháng 3 năm 1943, Grese được chuyển đến Auschwitz như là một nữ bảo vệ, vào cuối năm đó cô đã là giám sát cao cấp, người phụ nữ xếp hạng cao thứ hai tại trại, phụ trách khoảng 30.000 nữ tù nhân Do Thái, và được chính quyền phát xít Đức trao tặng huân chương chữ thập sắt khi mới 19 tuổi. Tuy nhiên, do sự chuyển công tác của cô, Grese đã từ biệt với cha cô cùng năm, vì ông đã kịch liệt phản đối việc cô gia nhập lực lượng SS, và đuổi cô ra khỏi nhà.
Năm 1944, cô được thăng cấp lên Rapportführerin (tranl. Báo cáo viên), cấp bậc cao thứ hai có thể dành cho các quản giáo trại tập trung nữ. Trong thời gian này, Grese đã tham gia lựa chọn tù nhân để hành quyết trong các phòng hơi ngạt tại trại tử thần Auschwitz.
Vào tháng 1 năm 1945, Grese có quãng thời gian ngắn ngủi trở lại Ravensbruck trong một chuyến sơ tán tù nhân để tránh quân Đồng minh, trước khi kết thúc sự nghiệp của mình ở Bergen-Belsen như một cai ngục quản lý các nữ tù nhân tại đây từ tháng 3 đến tháng 4, cùng với một số lượng lớn tù nhân từ Ravensbrück. Cô đã bị bắt bởi quân đội Anh vào ngày 17 tháng 4 năm 1945, cùng với các nhân viên SS khác, những người đã không bỏ chạy khi trại được quân Đồng Minh giải phóng.

## Xét xử tội ác chiến tranh

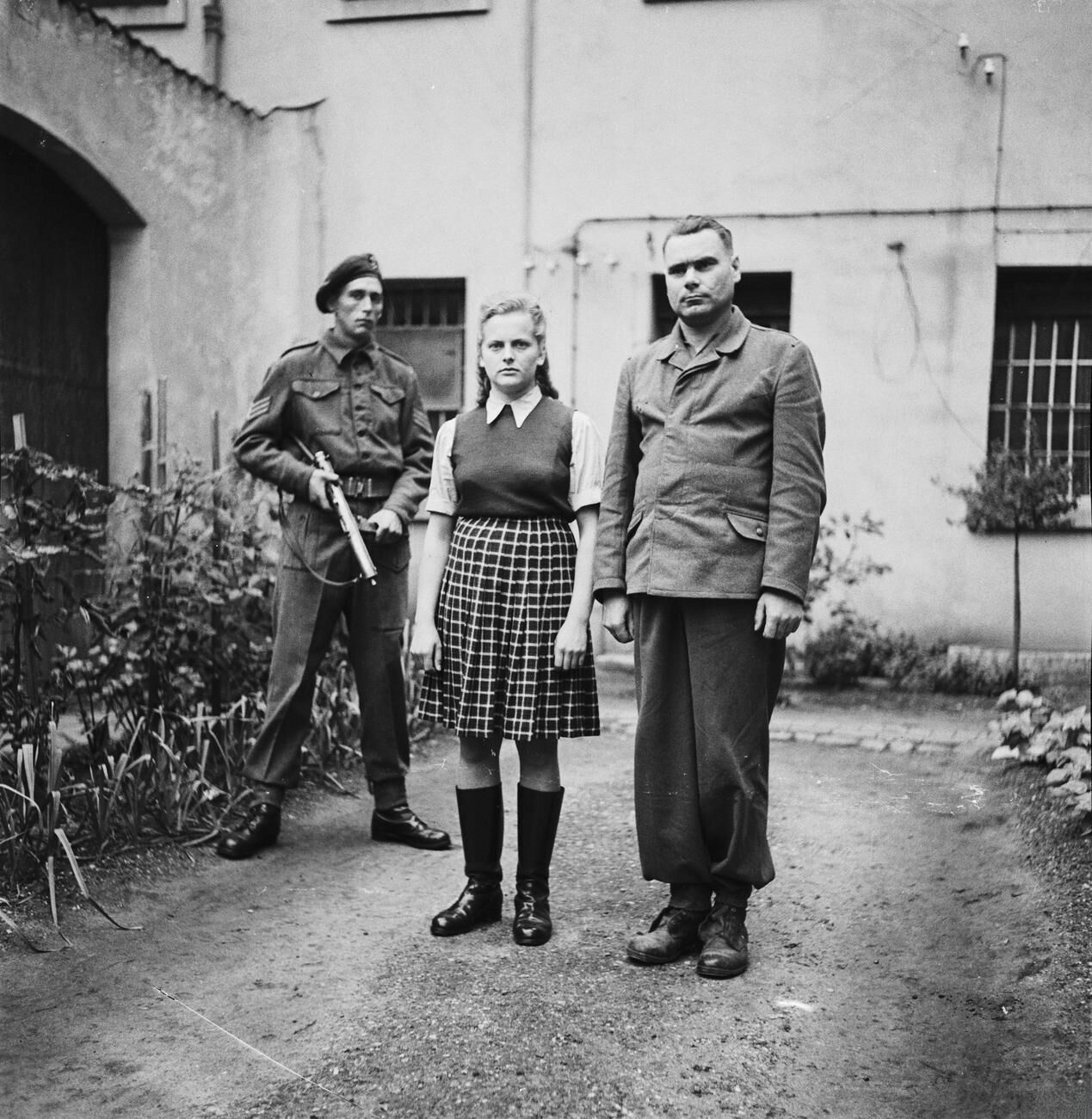
Irma Grese và cựu chỉ huy trại tập trung Belsen Josef Kramer khi bị giam ở nhà tù Celle vào tháng 8 năm 1945

Grese là một trong số 45 người bị cáo buộc có liên quan đến các tội ác chiến tranh tại phiên tòa Belsen kéo dài từ ngày 17 tháng 9 đến 17 tháng 11 năm 1945, và được đại diện bởi L. Cranfield. Các cuộc xét xử được tiến hành theo luật quân sự của Anh, dựa trên các cáo buộc xuất phát từ Công ước Geneva năm 1929 liên quan đến việc đối xử với tù nhân. Những lời buộc tội chống lại cô ấy tập trung vào việc cô ấy đối xử tệ bạc và giết những người bị giam trong trại.
Các phiên tòa xét xử được tiến hành theo quân luật của Anh ở Lüneburg, dựa trên những cáo buộc phát sinh từ Công ước Geneva năm 1929 liên quan đến việc xử lý các tù nhân. Các cáo buộc chống lại cô tập trung vào việc giết chết hàng ngàn người bị giam giữ tại các trại tập trung, bao gồm thiết lập những trò man rợ với tù nhân, nổ súng và tra tấn tàn bạo bằng roi da. Những người sống sót cung cấp lời khai chi tiết của các vụ giết người, tra tấn và bạo hành khác, đặc biệt là đối với phụ nữ. Trong đó Grese tham gia trong quãng thời gian ở Auschwitz và Bergen-Belsen. Họ làm chứng cho hành vi tàn bạo, đánh đập và bắn giết bừa bãi các tù nhân bởi các tay sai đã được cô huấn luyện và sự chọn lọc các tù nhân đưa vào phòng hơi ngạt của cô. Grese có thói quen mang giày nặng, một cây roi da và một khẩu súng lục. Các nhân chứng khai rằng cô đã đánh một số phụ nữ tử vong.
Một tù nhân sống sót, bà Olga Lengyel, căm thù Grese ghê gớm, sau này viết lại cuốn hồi ký Five Chimneys, để kể lại tội ác của Grese. Việc chọn lọc tù nhân cho vào lò thiêu ở trong trại phụ nữ do SS là Elisabeth Hasse và Irma Grese quyết định. Grese rất hài lòng khi sự hiện diện của cô mang lại sự kinh hoàng mỗi lần điểm danh tù nhân. Do ganh ghét những phụ nữ xinh đẹp hơn mình; bên cạnh những tù nhân bệnh tật, yếu đuối, cô có thiên hướng chọn cả những người đàn bà còn chút nhan sắc để hành quyết trong trại tử thần. Hơn nữa, Olga viết lại, Grese quan hệ với một số thành viên SS, trong đó có Josef Mengele là một bác sĩ trong trại Auschwitz. Sau khi Grese quan hệ bất hợp pháp với vị bác sĩ phẫu thuật, cô bắt một bệnh xá trong trại phải phá thai cho cô. Irma đã có kế hoạch làm diễn viên sau khi chiến tranh kết thúc. Olga thấy việc Irma chải chuốt tỉ mỉ, quần áo chỉnh trang và sử dụng quá nhiều nước hoa là một dạng tra tấn tinh thần bệnh hoạn cố ý với các nữ tù nhân rách rưới.
Sau thời gian xét xử 53 ngày, Grese đã bị kết án treo cổ.

## Hành quyết
Grese và mười người khác (tám người đàn ông và hai phụ nữ khác là Juana Bormann và Elisabeth Volkenrath) đã bị xét xử vì những tội ác chống lại nhân loại tại cả trại Auschwitz và Belsen và sau đó kết án tử hình. Khi bản án được đọc, Grese là tù nhân duy nhất vẫn còn tỏ thái độ khiêu khích; sau này kháng cáo của cô đã bị tòa bác bỏ.
Tờ Daily Mirror đưa tin: Mặc dù được mặc bộ quần áo tù xám xịt, Grese vẫn được gọi là "Nữ quái vật" bởi các tù nhân - những mảnh vải được búi trên mái tóc quăn vàng. Và "đêm trước khi hành quyết Grese cười và hát những bài hát của Đức Quốc xã với Elizabeth Volkenrath".
Vào thứ 5 ngày 13 tháng 12 năm 1945, trong nhà tù Hamelin, Grese được đưa tới giá treo cổ. Những người phụ nữ từng người một đã bị treo cổ và sau đó những người đàn ông bị treo thành từng cặp  Trung đoàn trưởng, trung sĩ O'Neil người cùng đao phủ Anh Albert Pierrepoint kể lại:

... chúng tôi lên cầu thang để đến các buồng giam nơi những kẻ tội phạm đang đợi. Một sĩ quan Đức tại cánh cửa dẫn đến hành lang mở cánh cửa và chúng tôi đã bước qua hàng loạt khuôn mặt để vào buồng thi hành án. Các sĩ quan đứng nghiêm. Thiếu tướng Paton Walsh- đứng và đưa tay lên xem đồng hồ của mình. Ông đã ra tín hiệu cho tôi, và một tiếng thở dài là âm thanh trong căn phòng, tôi bước vào hành lang. "Irma Grese", tôi gọi.

Các lính canh Đức nhanh chóng đóng tất cả các tấm lưới trên mười hai lỗ kiểm tra và mở một cánh cửa. Irma Grese bước ra. Căn phòng quá nhỏ cho tôi đi vào bên trong, và tôi phải xích cô ấy trong hành lang. "Theo tôi!" tôi nói bằng tiếng Anh, và O'Neil lặp đi lặp lại bằng trong Đức. Lúc 09:34 sáng, cô ta bước vào buồng thi hành án, nhìn chằm chằm một lúc vào các sĩ quan đứng quanh đó, sau đó đi vào vị trí đứng để thắt cổ, nơi tôi đánh dấu bằng phấn trắng. Cô ấy đứng đó rất vững chắc, và tôi đã chụp vào đầu cô ấy một cái bao màu trắng cùng với thòng lọng, cô nói bằng giọng uể oải, "Schnell". [Bản dịch tiếng Anh: "Nhanh nào"] Chiếc dây thừng được thả ra, và bác sĩ theo tôi xuống hố và thông báo cô ấy đã chết. Sau hai mươi phút cơ thể cô ấy được hạ xuống và được đặt trong một chiếc quan tài đã sẵn sàng cho việc chôn cất.
Ở tuổi 22 khi bị hành quyết, cô là cai ngục trại tập trung Đức Quốc xã trẻ tuổi nhất bị hành quyết vì tội ác chống nhân loại.

## Trong phim ảnh
Thiên thần: Cơn ác mộng trong hai màn (Angel: A Nightmare in Two Acts) là một bộ phim do nhà biên kịch Jo Davidsmeyer dựa trên cuộc đời và sự nghiệp của Irma Grese và hủy diệt sự sống đối với Olga Lengyel. Nó được giới thiệu lần đầu vào năm 1987, tại nhiều trường đại học trong khu vực, trong tháng 9 năm 2006 nó đã ra mắt chính thức tại Philadelphia, Pennsylvania.
Vở kịch xuất bản vào năm 1995 bởi công ty báo chí Wildside Press có tựa đề Reader's Theatre: What it is and how to stage it, bởi Marvin Kaye.
Irma Grese đã được miêu tả là một nhân vật phụ trong Out of Ashes cũng như The Last Hangman thực hiện tội ác chiến tranh tại trại Belsen. Cả hai bộ phim có nhân viên nữ khác nhau trong vai trò nhỏ hơn nhiều. Grese cũng có một thời lượng ngắn mô tả trong "Auschwitz: The Nazis and the Final Solution" (Auschwitz: Đức Quốc xã và giải pháp cuối cùng).
Cô cũng là một trong những nguồn cảm hứng cho bộ phim về Đức Quốc xã, Ilsa, She Wolf của SS.